# Петров, Юрий Васильевич (поэт)
Юрий Васильевич Петров (31 января 1915 года — 5 июля 1977) — советский украинский поэт, переводчик.

## Биография
Родился Юрий Петров 31 января 1915 в Киеве. В 1940 году окончил Киевский педагогический институт, занимался преподавательской деятельностью.
Участник Великой Отечественной войны. Комиссар дивизии Ленинградского фронта, был тяжело ранен. Награждён орденами Отечественной войны II степени, Красной Звезды, медалями.
С 1947 по 1960 год работал в «Литературной газете», затем — в Министерстве культуры УССР, Госкомиздате.
Печатался с 1930-х годов, писал на украинском и русском языках. Отдельными изданиями вышли более десяти его книг. Написал несколько декларативно-публицистических стихов, посвящённых размышлению над значением памяти о Т. Шевченко для современников. Опубликовал несколько рецензий на издания поэзии шевченковской тематики, в частности Г. Донца, А. Турчинской. Переводил с белорусского, туркменского и других иностранных языков.
Жил в Киеве. Юрий Петров умер 5 июля 1977 года, похоронен на Байковом кладбище.

## Работы
- «Юность боевая» (1954);
- «Близкое, любимое, родное» (1957);
- Очерк «Байкар Микита Годованець» (1963);
- «Дорога к жизни» (1971).